# Lohne (Arendsee)
Lohne ist ein Ortsteil der Einheitsgemeinde und Stadt Arendsee (Altmark) und der Ortschaft Kleinau im Altmarkkreis Salzwedel in Sachsen-Anhalt.

## Geographie
Lohne, ein Rundplatzdorf mit Kirche, liegt etwa zehn Kilometer südlich der Stadt Arendsee im Norden der Altmark. Südlich des Dorfes fließt der Augraben, der in die Biese mündet. Im Westen des Dorfes liegt eine Kieskuhle, ein Feuchtbiotop, dessen wirtschaftliche Nutzung als Bauschuttdeponie diskutiert wurde.
Nachbarorte sind Kerkau im Westen, Dessau im Norden, Kleinau im Nordosten, Boock im Osten und Packebusch im Süden.

## Geschichte

### Mittelalter bis 20. Jahrhundert
Ein Thyd(erico) de Lon wird 1334 in Salzwedel genannt.
Im Jahre 1364 wird Lohne erstmals als in dem Dorpe tho Lone erwähnt, als Markgraf Ludwig der Römer Gumprecht von Altenhausen mit Renten beschenkte. Das Dorf wird 1366 als villa lone erwähnt, als die von Wallstawe ihre Renten aus Kleinau und Lohne an das Kloster zum Heiligen Geist vor Salzwedel verkauften. Im Landbuch der Mark Brandenburg von 1375 wird das Dorf als Lon aufgeführt, es gehörte immer noch Gumpert von Wanzleben, auch von Altenhausen genannt. Der Ort gehörte teilweise den Familien von Kröcher und von der Schulenburg. 1534 hatte der kleine Kaland in Salzwedel hier Einkünfte, ebenso zwei Nonnen im Kloster Diesdorf.
Im Nordwesten des Dorfes stand eine Windmühle, im Westen lag eine Ziegelei. Der Kiesabbau südlich der Ziegelei bestand noch Ende des 20. Jahrhunderts.

### Archäologie
Bereits in den Jahren 1830, 1833 und 1835 erfolgten Ausgrabungen durch Johann Friedrich Danneil an einem Grabhügel südöstlich des Dorfes. Ein großer Teil der geborgenen Funde gelangte in die Königlichen Museen zu Berlin. 1909 wurde über eine bronzezeitliche Urne aus Lohne im Bestand des Altmärkischen Museums in Stendal berichtet. Die Funde werden der Latènezeit zugeordnet.
Im Jahre 1952 führte das Landesmuseum für Vorgeschichte eine Rettungsgrabung in der Kiesgrube östlich von Lohne durch und barg einen Teil eines eisenzeitlichen Gräberfeldes im Umfang von 63 Grabstellen. Zuvor hatten Einwohner über Funde beim Häuserbau berichtet. Vereinzelt gefundene Beigaben und die zerbrochene Keramik erlaubten eine Datierung in frühe bis mittlere Jastorf-Kultur.

### Eingemeindungen
Lohne gehörte bis 1807 zum Arendseeischen Kreis, danach bis 1813 zum Kanton Arendsee im Königreich Westphalen, ab 1816 kam es in den Kreis Osterburg, den späteren Landkreis Osterburg in der preußischen Provinz Sachsen.
Am 25. Juli 1952 wurde Lohne in den Kreis Osterburg umgegliedert. Am 1. Februar 1974 wurde die Gemeinde Lohne in die Gemeinde Kleinau eingemeindet.
Am 1. Oktober 2010 wurde Kleinau in die Stadt Arendsee (Altmark) eingemeindet. Damit kam der Ortsteil Lohne zur neu entstandenen Ortschaft Kleinau.

### Einwohnerentwicklung
| Jahr | Einwohner |
| ---- | --------- |
| 1734 | 96        |
| 1774 | 108       |
| 1789 | 101       |
| 1798 | 111       |
| 1801 | 096       |
| 1818 | 107       |

| Jahr | Einwohner |
| ---- | --------- |
| 1840 | 188       |
| 1864 | 224       |
| 1871 | 237       |
| 1885 | 198       |
| 1892 | [00]205   |
| 1895 | 231       |

| Jahr | Einwohner |
| ---- | --------- |
| 1900 | [00]214   |
| 1905 | 239       |
| 1910 | [00]234   |
| 1925 | 248       |
| 1939 | 266       |
| 1946 | 448       |

| Jahr | Einwohner |
| ---- | --------- |
| 1964 | 333       |
| 1971 | 314       |
| 2011 | 186       |
| 2012 | 187       |
| 2013 | 180       |
| 2014 | 178       |

| Jahr | Einwohner |
| ---- | --------- |
| 2015 | 173       |
| 2016 | 174       |
| 2017 | 172       |
| 2020 | [0]184    |
| 2021 | [0]181    |
| 2022 | [0]175    |
| 2023 | [0]170    |

Quelle, wenn nicht angegeben, bis 2006 ab 2011 bis 2017

## Religion
Die evangelische Kirchengemeinde Lohne, die früher zur Pfarrei Kleinau gehörte, wird heute betreut vom Pfarrbereich Arendsee im Kirchenkreis Stendal im Bischofssprengel Magdeburg der Evangelischen Kirche in Mitteldeutschland.
Die ältesten überlieferten Kirchenbücher für Lohne stammen aus dem Jahre 1652.
Die katholischen Christen gehören zur Pfarrei St. Laurentius in Salzwedel im Dekanat Stendal im Bistum Magdeburg.

## Kultur und Sehenswürdigkeiten

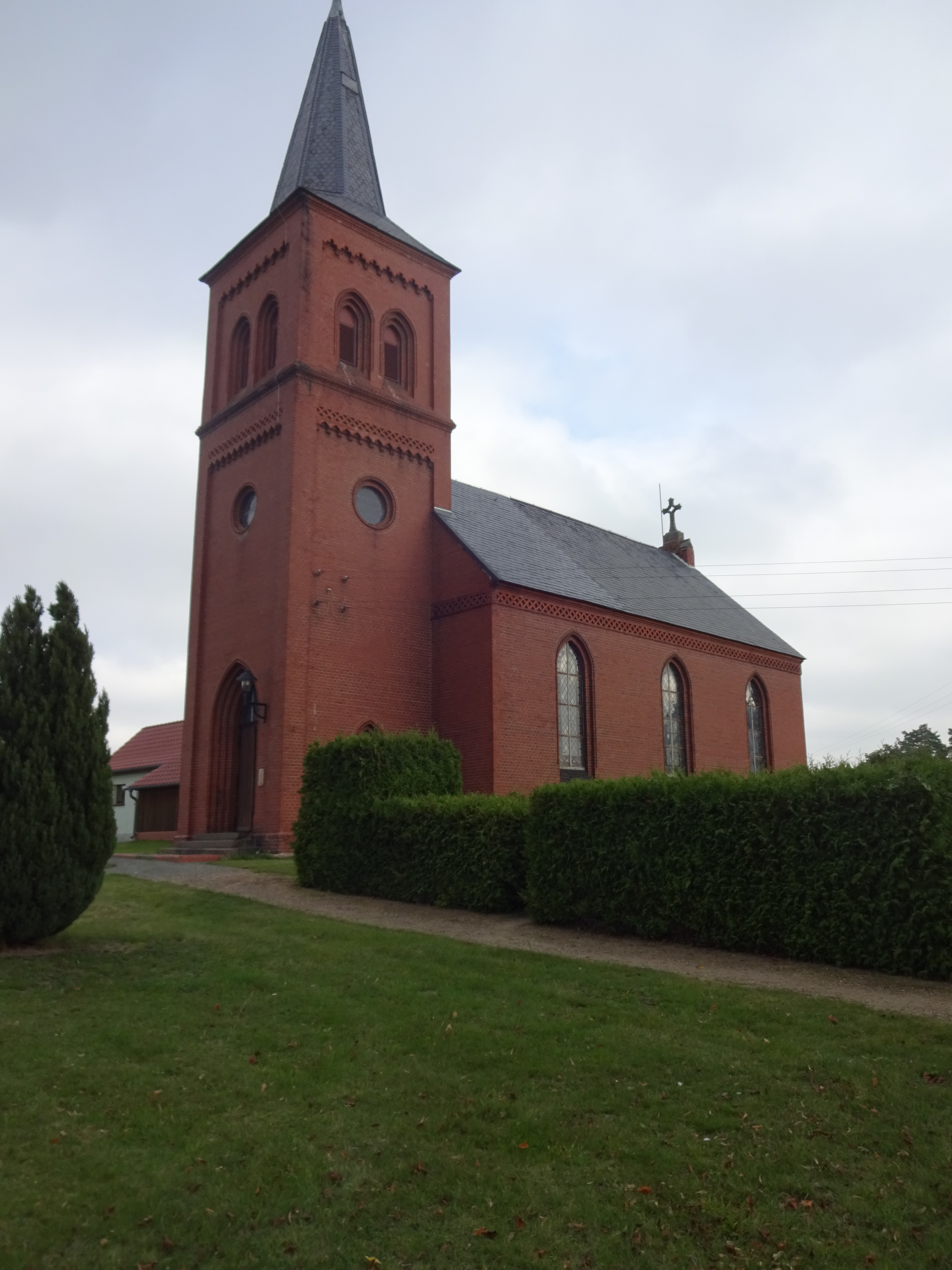
Kirche in Lohne

- Die evangelische Dorfkirche Lohne ist ein Backsteinneubau aus dem Jahre 1896. Vom alten Feldsteinbau ist nur die Mauer erhalten, die den Kirchhof umgibt.[26] Sie war eine Filialkirche der Kirche in Kleinau.[27]
- In Lohne steht nahe der Kirche ein Denkmal für die Gefallenen des Ersten und Zweiten Weltkrieges, eine halbrunde Feldsteinmauer mit angebrachten Namenstafeln und zentraler Feldsteinpyramide mit Widmung.[28]